# Laportea medogensis
Laportea medogensis är en nässelväxtart som beskrevs av C.J. Chen. Laportea medogensis ingår i släktet Laportea och familjen nässelväxter. Inga underarter finns listade i Catalogue of Life.